# Yúliya Ínshina
Yúliya Ínshina (o Yulia Inshina; Vorónezh, Rusia, 15 de abril de 1995) es una gimnasta artística rusa, subcampeona mundial en 2011 en el concurso por equipos.

## 2011
En el Mundial de Tokio 2011 gana la plata en equipos, donde Rusia queda tras Rusia queda tras Estados Unidos y por delante de China, y sus compañeras de equipo fueron: Ksenia Afanasyeva, Viktoria Komova, Anna Dementyeva, Tatiana Nabieva y Yulia Belokobylskaya.